# Pamukkale
 (octobre 2016).
Si vous disposez d'ouvrages ou d'articles de référence ou si vous connaissez des sites web de qualité traitant du thème abordé ici, merci de compléter l'article en donnant les références utiles à sa vérifiabilité et en les liant à la section « Notes et références ».
Pamukkale (« château de coton » en turc) ou Pamukale est un site naturel et touristique de Turquie composé de sources formant une tufière. Il est inscrit à l'UNESCO en 1988 conjointement avec Hiérapolis sur la liste du patrimoine mondial de l'UNESCO. Une ville du même nom se trouve à proximité.

## Géographie

### Localisation
Pamukkale se trouve dans le sud-ouest de la Turquie, plus précisément dans la vallée du fleuve Méandre, près du site archéologique antique de Laodicée du Lycos, à quinze kilomètres au nord-est de la ville de Denizli, dans la province homonyme.

### Géologie

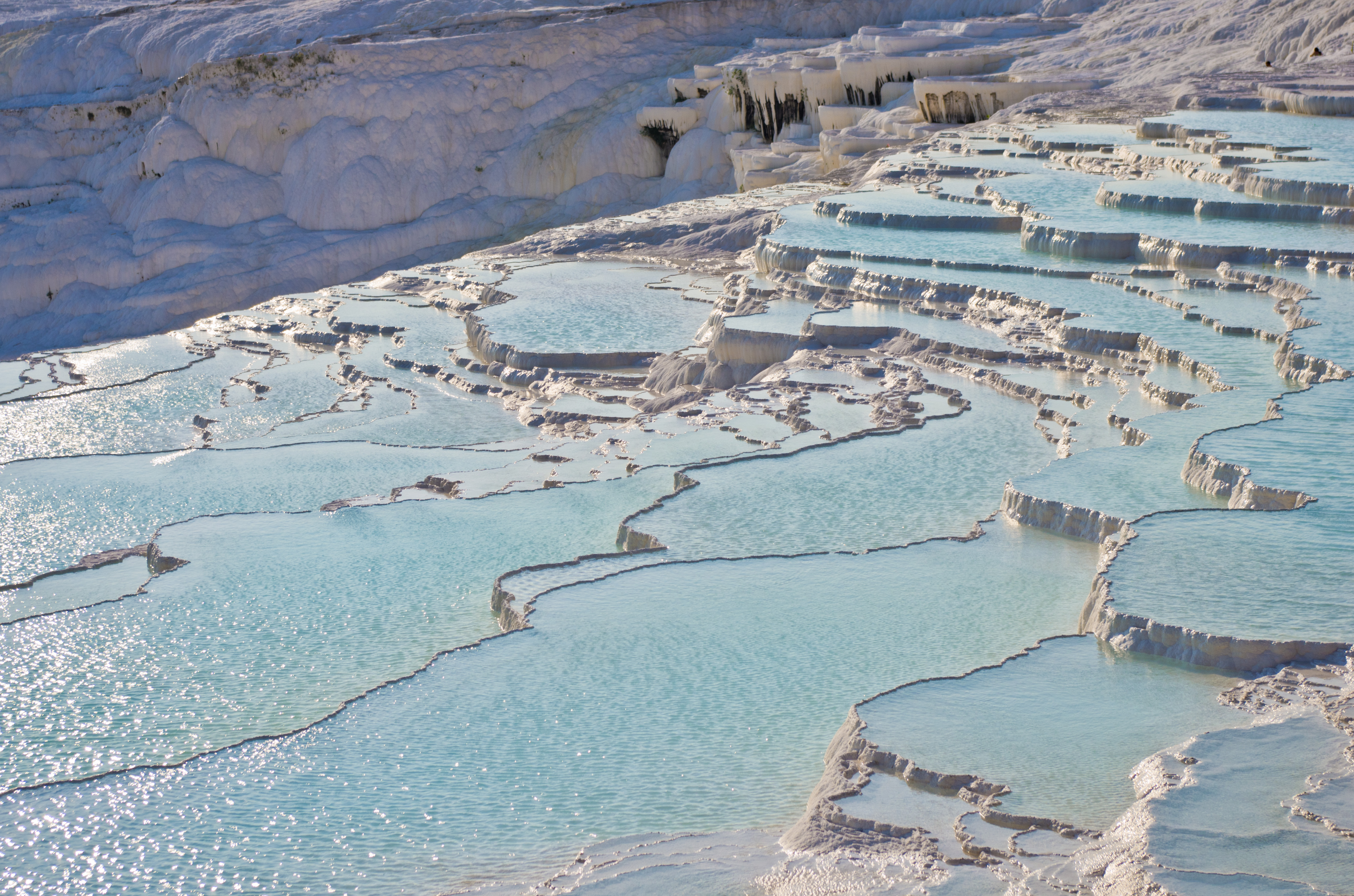
Vue de quelques bassins de Pamukkale.

Pamukkale est une tufière entièrement élaborée par les eaux chaudes qui s'écoulent des entrailles de la montagne. Le site comporte 17 sources. Située au sud-ouest de la Turquie, certaines d'entre elles  ont une température de plus de 45 °C, et sont saturées de sels minéraux et de gaz carbonique. Ce dioxyde de carbone, en se libérant dans l'air, fait précipiter le carbonate de calcium contenu dans l'eau, lequel se dépose, sous forme pâteuse, sur les flancs de la colline et durcit ensuite lors de l'évaporation de l'eau. Chaque litre d'eau délivre un demi-gramme de carbonate et de calcium.
Ce phénomène naturel laisse des couches blanches sur la pierre, ce qui donne à la montagne une apparence de forteresse de coton ou d’une chute d’eau gelée. Comme exemples similaires, on peut citer la Mammoth Hot Springs du parc national de Yellowstone, Egerszalók en Hongrie, les Pink and White Terraces — détruites par une éruption volcanique en 1886 — en Nouvelle-Zélande ou encore Huanglong en Chine.
L'eau est naturellement chaude à 36 °C et par endroits très pétillante. Les légendes locales la considèrent comme thérapeutique.

## Histoire
Le site est également intéressant d'un point de vue archéologique. Fondée au IIe siècle av. J.-C. par un des rois de Pergame, la cité antique de Hiérapolis se développa grâce à l'exploitation de ses sources thermales. Hiéra était le nom de la femme de Télèphe, fondateur légendaire de Pergame.
Cependant, ce sont les Romains qui construisirent le plus grand nombre de bâtiments, avant que la ville ne soit complètement reconstruite à la suite d'un violent séisme en 60. La ville était dédiée au dieu Apollon, ainsi qu'au dieu Pluton qui avait un oracle dans les sous-sols du temple d'Apollon.
Au nord du site se trouve la nécropole, les thermes et la porte de Domitien, bel arc de triomphe à trois baies flanqué de deux grosses tours rondes. La nécropole compte plus de 1 200 tombes de différentes époques, puisqu'on y retrouve des tumuli circulaires, mais aussi des tombes grecques recouvertes de graffitis et des tombes d'époque romaine.
Le tombeau de saint Philippe aurait été retrouvé sur le site, près du martyrium du même nom, fin juillet 2011.
La piscine thermale est toujours exploitée. Elle a été baptisée « piscine de Cléopâtre » par Marc Antoine en l'honneur de cette dernière qui s'y était baignée une fois et aurait fait venir cette eau jusqu'à Rome ensuite, par convois.

## Tourisme

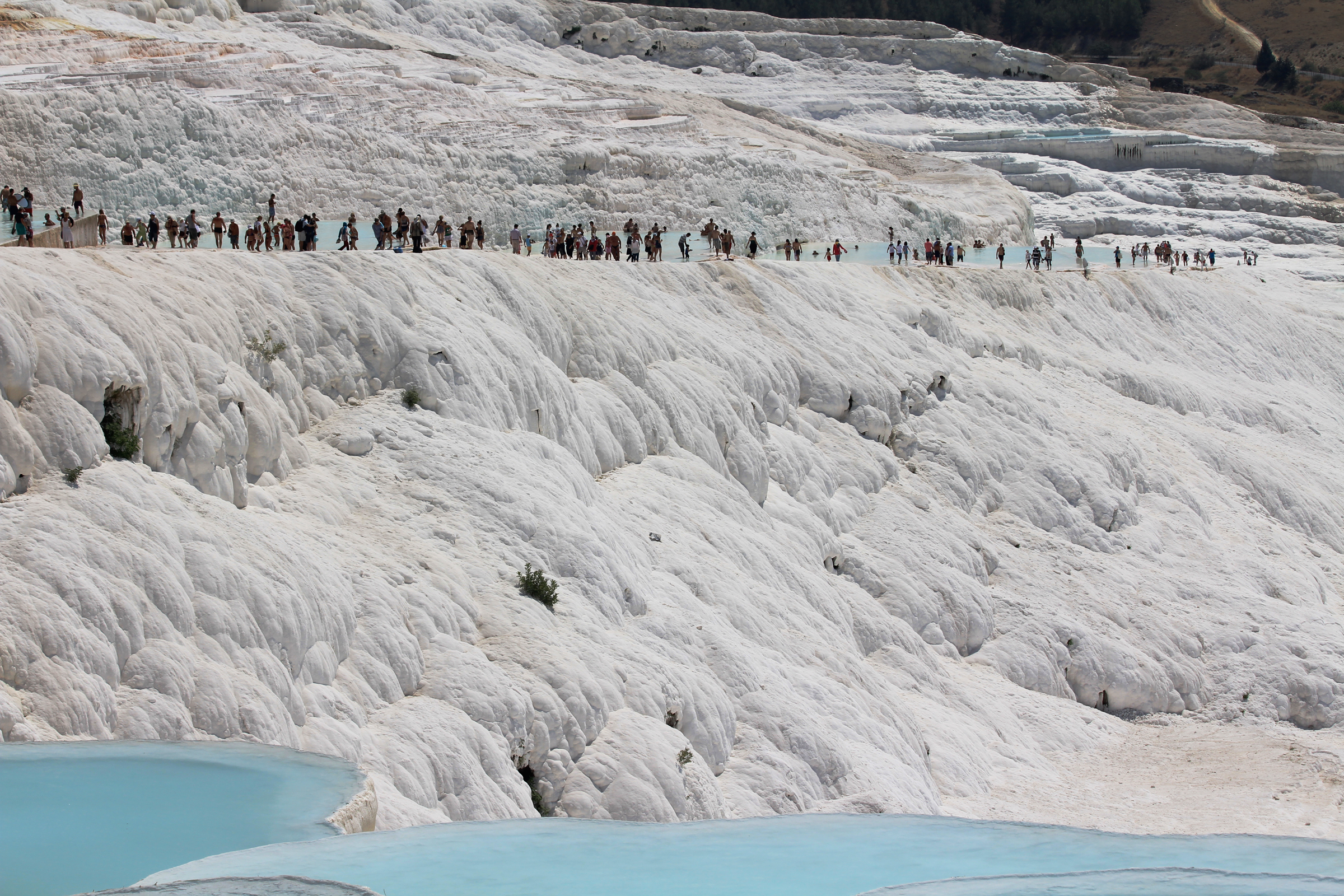
Touristes découvrant les bassins artificiels sur l'ancienne route.

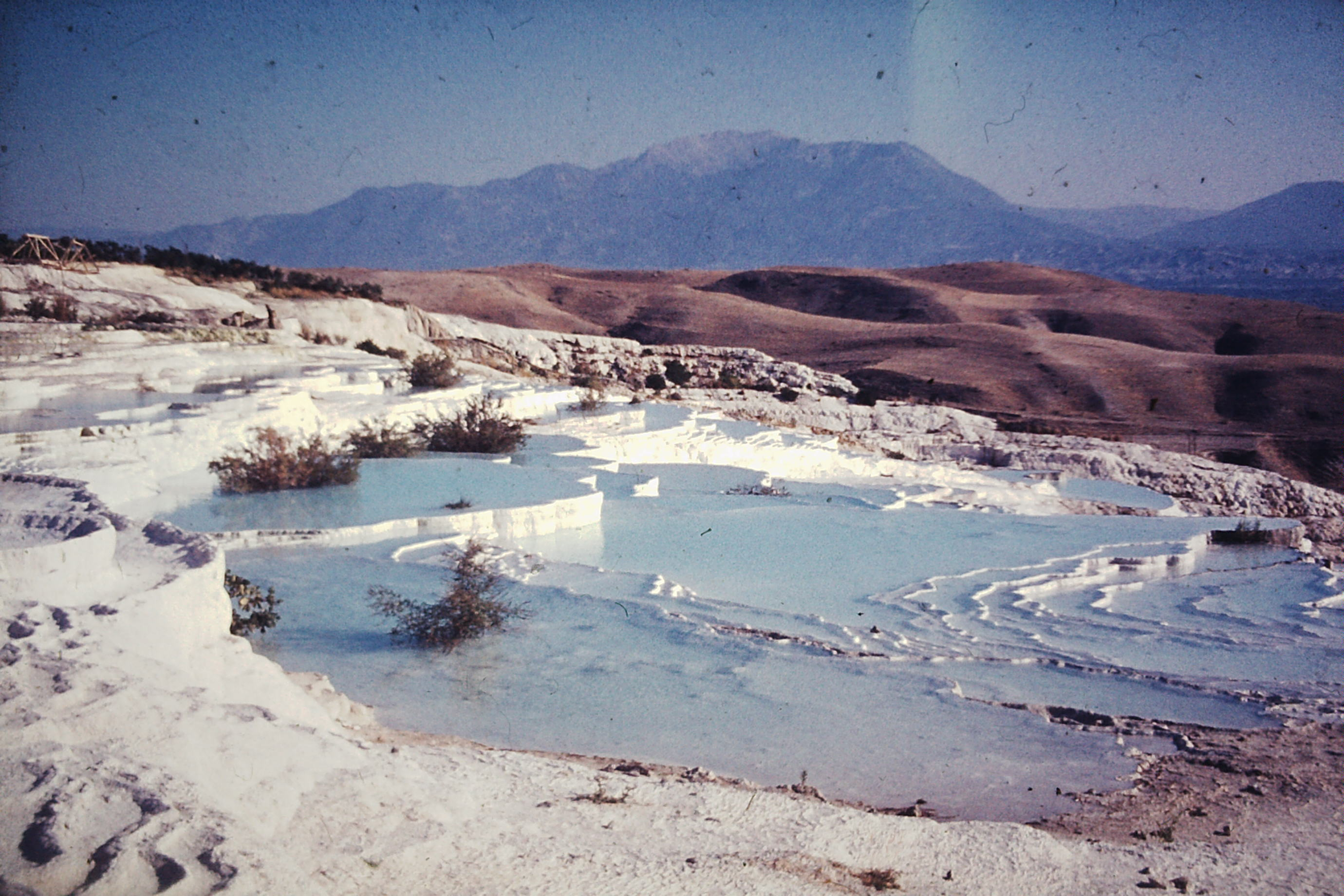
Les bassins de Pamukkale en Septembre 1967.

Le site est visité par des milliers de personnes chaque année. Les aménagements touristiques au cours du XXe siècle ont fortement dégradé le site avec notamment la construction d'hôtels trop proches des terrasses ou encore la construction d'une route à travers celles-ci, voie désormais fermée à la circulation et occupée par une succession de bassins artificiels en escalier.
L'accès au site est payant, mais une fois entré, les bassins en Travertin sont en libre accès. De nombreux visiteurs se plongent donc dans les eaux chaudes qu'ils contiennent.
Pour préserver les bassins, l'accès se fait sans chaussures.